# Alexei Lwowitsch Efros
Alexei Lwowitsch Efros (russisch Алексей Львович Эфрос; * 11. August 1938 in Leningrad) ist ein russisch-US-amerikanischer theoretischer Festkörperphysiker.
Efros studierte an der Staatlichen Technischen Universität Leningrad mit dem Diplomabschluss 1961. Ab 1961 war er Wissenschaftler am Joffe-Institut in Leningrad (ab 1985 als leitender Wissenschaftler). 1962 wurde er dort promoviert (über Quantentheorie der Leitfähigkeit in starken magnetischen Feldern) und 1972 habilitiert (russischer Doktortitel) mit der Arbeit Theorie stark dotierter Halbleiter. 1985 bis 1989 war er außerdem Professor am Leningrader Elektrotechnischen Institut. 1989 bis 1991 war er Gastprofessor an der University of California, Riverside und ab 1991 Professor an der University of Utah. Seit 1994 ist er dort Distinguished Professor.
Er befasst sich mit Elektron-Elektron-Wechselwirkung und Transporttheorie in ungeordneten Halbleitersystemen inklusive Theorie der Hopping-Leitfähigkeit (siehe Bändertheorie). Efros und Boris Schklowski fanden einen Coulomb Gap an der Fermi-Energie in der Einteilchen-Zustandsdichte von Elektronen in lokalisierten Zuständen aufgrund der Coulomb-Wechselwirkung untereinander und sagten dessen Beobachtbarkeit bei tiefen Temperaturen durch Verminderung der Leitfähigkeit gegenüber der Theorie von Nevill Mott (Mott variable range hopping) voraus (Efros Shklovskii variable range hopping). Ihre Theorie wurde experimentell bestätigt.
1986 erhielt er mit Efros den Landau-Preis. 1997 erhielt er einen Humboldt-Forschungspreis. Er ist seit 1992 Fellow der American Physical Society, die ihm für 2019 ihren Oliver E. Buckley Condensed Matter Prize zusprach.
Er hat die US-Staatsbürgerschaft. Er ist seit 1994 verheiratet und hat zwei Söhne.
1987 bis 1989 war er Mitherausgeber von Soviet Physics-Solid State und 1987 bis 2000 von Solid State Communications.
Er sollte nicht mit dem Festkörperphysiker Alexander Efros, seinem Bruder, oder dem Informatiker Alexei A. Efros, seinem Sohn, verwechselt werden.

## Schriften
- mit Boris Schklowski Electronic properties of doped semiconductors. Springer Verlag 1984 (russisches Original, Nauka 1979)
- Physics and Geometry of Disorder. MIR, Moskau 1986 (Englisch, die russische Ausgabe erschien 1982, auch ins Spanische und Estnische übersetzt)